# نيكلاس زينشتروم

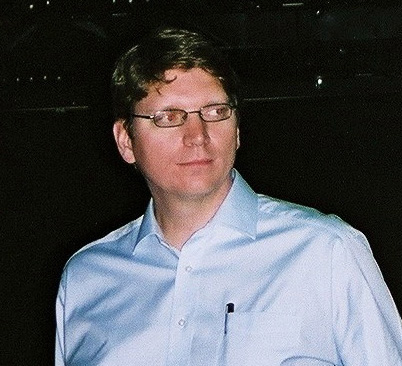
نيكلاس زينشتروم

نيكلاس زينشتروم (بالسويدية: Niklas Zennström) (16 فبراير 1966) هو رجل أعمال ومكتشف برنامج كازا وسكايب سويدي.
درس في جامعة أوبسالا في السويد ثم في جامعة ميشيغان في الولايات المتحدة الأمريكية علم إدارة الأعمال والإعلام الآلي. فيما بعد عمل في شركة الاتصالات السويدية تيلي 2. في شهر مارس عام 2001 أسس برنامج تبادل الملفات الشهير كازا. آخر مشروع له هو شبكة هاتف الانترنت سكايب الذي طوره مع يانوس فريس وقاما في سبتمبر عام 2005 ببيعه لموقع إيباي بمبلغ 2,6 مليار دولار.

## روابط خارجية
- نيكلاس زينشتروم على موقع الموسوعة البريطانية (الإنجليزية)
- نيكلاس زينشتروم على موقع مونزينجر (الألمانية)